# دل سیتی (اکلاهما)
دل سیتی(به انگلیسی: Del City) شهری در ایالت اکلاهما کشور ایالات متحده آمریکا است که جمعیت آن در سرشماری سال ۲۰۱۰ میلادی، ۲۱٬۳۳۲ نفر بوده‌است.